# Turning Mecard
Turning Mecard è una serie animata fantascientifica sudcoreana del 2015 prodotta dallo studio Heewon Entertainment. A differenza di altre serie coreane essa si distingue per la sua alta qualità da poter essere scambiato per un anime giapponese.
In Italia la serie viene trasmessa su Boing dal 10 settembre 2018.

## Trama
Il piccolo Jason, uno studente delle elementari, incontra casualmente un Mecardimal, ossia una minicar trasformabile in animale, proveniente da un mondo parallelo. Jason e il Mecardimal, chiamato Evan, sono entrambi alla ricerca di alcuni familiari scomparsi, perciò decidono di unire le forze ma Dana viene avvelenata insieme a suo fratello loro sono nella squadra goblin.

## Personaggi

### Umani
Jason (나찬?, Na Chan)Doppiato da: Soyeon (ed. coreana), Andrea Di Maggio (ed. italiana)
Protagonista
Isobel (이소벨?, Isobel)Doppiata da: Yoon Mina (ed. coreana), Selena Bellussi (ed. italiana)
Fa parte di Blu City
Ryan (리안?, Lian)Doppiato da: Kim Yul (ed. coreana), Stefano Sperduti (ed. italiana)
Fa parte di Red Hall
Dabby (다비?, Dabi)Doppiato da: Lee Ji-hyeon (ed. coreana), Gabriele Patriarca (ed. italiana)
Fratello maggiore di Dana e membro numero 1 della squadra Goblin al servizio di Black Reef
Dana (다나?, Dana)Doppiata da: Lee Jae-hyeon (ed. coreana), Lucrezia Marricchi (ed. italiana)
Sorella minore di Dabby e membro numero 2 della squadra Goblin al servizio di Black Reef
Van Dine (반다인?, Bandain)Doppiato da: Lee Hyunjin (ed. coreana), Riccardo Ricobello (ed. italiana)
Capo di Black Reef
Juliet (공주희?, Gong Juhui)Doppiato da: Lee Ji-hyeon (ed. coreana), Benedetta Ponticelli (ed.italiana)
Amica d'infanzia di Jason, della quale è segretamente innamorata
Kevin (천재형?, Chun Jaehyeong)Doppiato da: Lee Jae-hyeon (ed. coreana), Lorenzo Crisci (ed.italiana)
Uno dei migliori amici di Jason, ed è molto intelligente
Brandon (기운찬?, Ki Unchan)Doppiato da: Hong Beogi (ed. coreana), Marco Barbato (ed.italiana)
Uno dei migliori amici di Jason, oltre ad essere molto allegro è simpatico gli piace giocare ai videogiochi

### Mecardimal
Evan (에반?, Eban)Doppiato da: Shin Yong Woo (ed. coreana), Giuliano Bonetto (ed. italiana)
Partner di Jason è alla ricerca di suo fratello.
- Tero
- Shuma
- Tanatos
- Mugan
- Alta
- Phoenix
- Mirinae
- Kangshi
- Wingtok
- Yurl
- Prince Kong
- Tador
- Mothton
- Stronghorn
- Crang
- Momoru
- Murus
- Dracha/Parrie
- Fion
- Octa
- Crocky
- Cokat
- Geryon
- Andromagician

## Episodi
| nº | Titolo originale            | Titolo italiano                       | Prima TV Corea    | Prima TV Italia   |
| -- | --------------------------- | ------------------------------------- | ----------------- | ----------------- |
| 1  | 수수께끼의 전학생           | La studentessa misteriosa             | 3 febbraio 2015   | 10 settembre 2018 |
| 2  | 다른 세계에서 온 손님       | Qualcosa in comune                    | 10 febbraio 2015  | 11 settembre 2018 |
| 3  | 블루랜드 vs 레드홀          | Blue City contro Red Hall             | 17 febbraio 2015  | 12 settembre 2018 |
| 4  | 파트너를 되찾기 위하여      | Un nuovo inizio                       | 24 febbraio 2015  | 13 settembre 2018 |
| 5  | 동굴 속의 결투              | Battaglia nella caverna               | 10 marzo 2015     | 14 settembre 2018 |
| 6  | 이소벨의 진실               | La verità su Isobel                   | 17 marzo 2015     | 17 settembre 2018 |
| 7  | 유령의 집                   | La casa infestata                     | 24 marzo 2015     | 18 settembre 2018 |
| 8  | 공주희의 흔들리는 마음      | Juliet, la ficcanaso                  | 31 marzo 2015     | 19 settembre 2018 |
| 9  | 남해의 결투!                | Battaglia in spiaggia                 | 7 aprile 2015     | 20 settembre 2018 |
| 10 | 진정한 적은 반다인          | Un nemico in comune                   | 13 aprile 2015    | 21 settembre 2018 |
| 11 | 아버지의 진실               | L'uomo nel rubino rosso               | 14 aprile 2015    | 24 settembre 2018 |
| 12 | 타나토스                    | Mio fratello, mio nemico              | 20 aprile 2015    | 25 settembre 2018 |
| 13 | 형제의 배틀                 | Infrangere la regola Mecardimal       | 21 aprile 2015    | 26 settembre 2018 |
| 14 | 백수의 왕과 숲의 왕자       | Il re degli animali                   | 27 aprile 2015    | 27 settembre 2018 |
| 15 | 미리내를 위한 대결          | La bella e i bulli                    | 28 aprile 2015    | 10 novembre 2018  |
| 16 | 떠돌이 메카니멀 우르스      | Il selvatico errante                  | 4 maggio 2015     | 11 novembre 2018  |
| 17 | 강해지기 위하여             | Andromagician e la collisione cosmica | 12 maggio 2015    | 17 novembre 2018  |
| 18 | 도움이 되고 싶어요          | Il giorno dell'addestramento          | 19 maggio 2015    | 18 novembre 2018  |
| 19 | 자신과의 싸움               | Battaglia interiore                   | 26 maggio 2015    | 24 novembre 2018  |
| 20 | 드디어 밝혀진 찬의 비밀!    | Allo scoperto                         | 2 giugno 2015     | 1º dicembre 2018  |
| 21 | 다정한 마음                 | Il temibile trio                      | 9 giugno 2015     | 8 dicembre 2018   |
| 22 | 바벨과 게리온               | I Mecardimal dell'oscurità            | 16 giugno 2015    | 15 dicembre 2018  |
| 23 | 타나토스를 되찾아라!        | Rivendicare Tanatos                   | 23 giugno 2015    | 22 dicembre 2018  |
| 24 | 도깨비단의 최후             | Dabby, guerriero dell'oscurità        | 30 giugno 2015    | 25 gennaio 2019   |
| 25 | 다나의 결심                 | Tregua o verità!                      | 7 luglio 2015     | 28 gennaio 2019   |
| 26 | 도와줘, 타나토스!           | Dana entra in squadra                 | 14 luglio 2015    | 29 gennaio 2019   |
| 27 | 새로운 메카니멀 등장!       |                                       | 21 luglio 2015    |                   |
| 28 | 결단의 시간                 |                                       | 28 luglio 2015    |                   |
| 29 | 형과 동생                   |                                       | 4 agosto 2015     |                   |
| 30 | 쫓고 쫓기는 대소동!         |                                       | 11 agosto 2015    |                   |
| 31 | 다나와 다비의 대결!         |                                       | 21 agosto 2015    |                   |
| 32 | 달려라, 메카니멀 카!        |                                       | 28 agosto 2015    |                   |
| 33 | 신형 메카니멀 스핑크스 등장 |                                       | 4 settembre 2015  |                   |
| 34 | 엘토포의 정체는?            |                                       | 11 settembre 2015 |                   |
| 35 | 스핑크스와 그리폰의 진실    |                                       | 18 settembre 2015 |                   |
| 36 | 찬이 남긴 편지              |                                       | 25 settembre 2015 |                   |
| 37 | 잘 있어! 다비, 다나!        |                                       | 2 ottobre 2015    |                   |
| 38 | 아지트로 들어가다!          |                                       | 16 ottobre 2015   |                   |
| 39 | 미스터K, 돌아오다!          |                                       | 23 ottobre 2015   |                   |

## Accoglienza e distribuzione
La serie ha ricevuto in Corea del Sud un'ottima accoglienza, che ha portato alla creazione di un grande merchandising legato alla serie. Sull'onda di tale successo, nel 2017 è stata annunciata la creazione di un riavvio della serie, Turning Mecard R; nello stesso anno è stata confermata la produzione di uno spin-off, Dino Mecard.
I diritti per la distribuzione della serie – eccetto quelli relativi alla Corea del Sud e alla Cina – sono stati acquistati da Mattel. In Corea del Sud la serie è trasmessa a partire dal 3 febbraio 2015; mentre in Canada e in Australia è distribuita rispettivamente dal 28 maggio 2017 e dal 12 giugno dello stesso anno. In Italia Turning Mecard viene trasmesso da Boing dal 10 settembre 2018 con la sigla Mecardimal cantata da Giorgio Vanni.